# Xã Kinyon, Quận Cass, Bắc Dakota
Xã Kinyon (tiếng Anh: Kinyon Township) là một xã thuộc quận Cass, tiểu bang Bắc Dakota, Hoa Kỳ. Năm 2010, dân số của xã này là 91 người.